# ロゴスキー (レストラン)

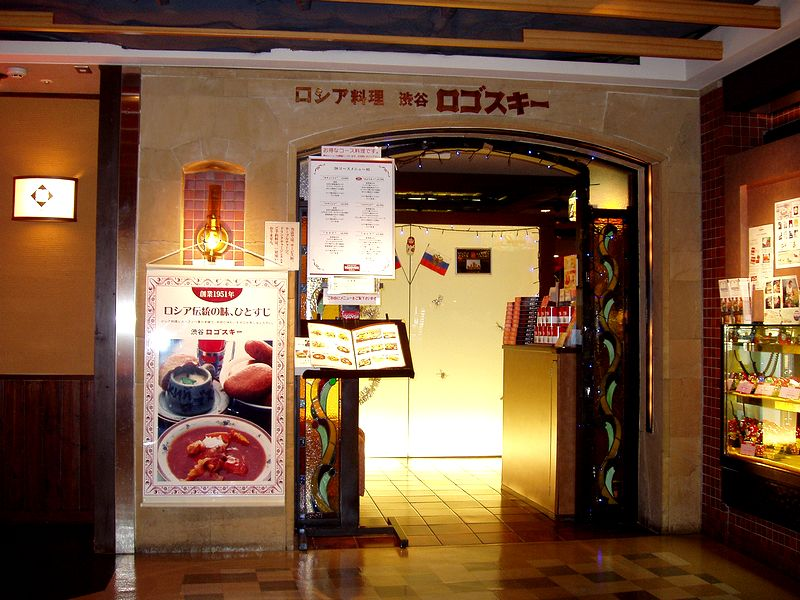
渋谷東急プラザ内の渋谷ロゴスキーの入口
（2007年12月5日撮影）

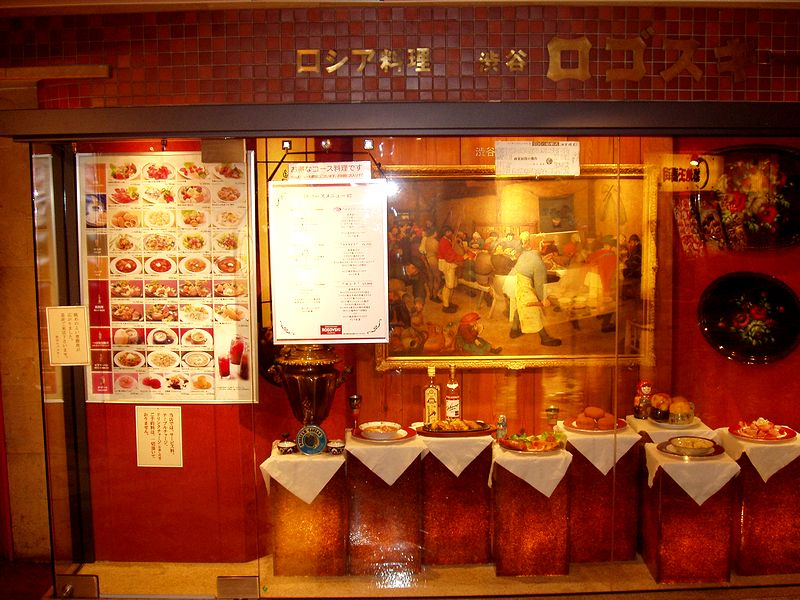
渋谷東急プラザ内の渋谷ロゴスキーの店内
（2007年12月5日撮影）

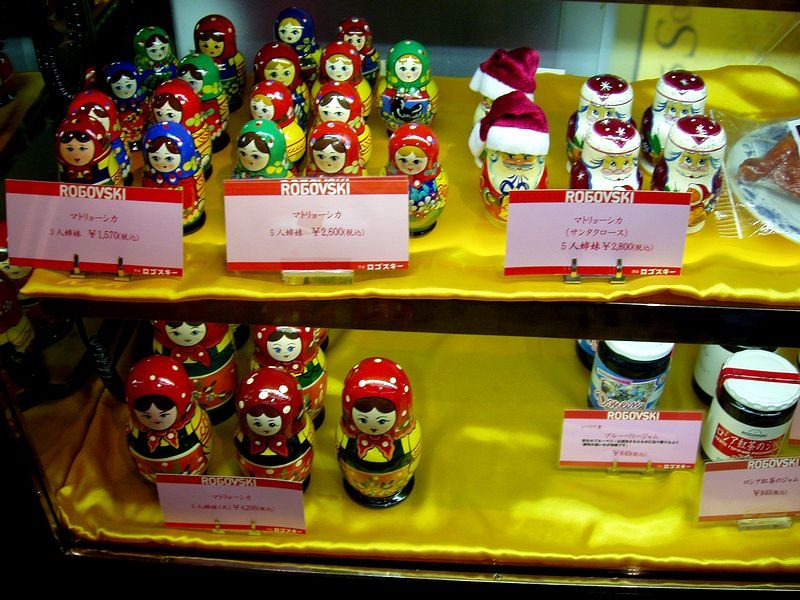
渋谷東急プラザ内の渋谷ロゴスキーのショーケース
（2007年12月5日撮影）

ロゴスキーは、東京のロシア料理専門店である。かつては本店を渋谷に構えて渋谷ロゴスキーと称した。現在は、東京都中央区銀座5-7-10イグジットメルサ7階で営業している。

## 概要
日本で初めてロシア料理を専門に提供する店として1951年に創業した。渋谷桜丘の本館ではロシア文化の伝承としての側面もあったが（店内で「今日のソ連邦」などのロシア書籍・雑誌も閲覧できた）渋谷東急プラザ店では単なるロシアレストランとしての出店であった。
『ロゴスキー』は、ロシア人の姓 Роговский （ロゴフスキー、Rogovski）である。
2015年に、渋谷東急プラザの閉館により3月22日に本店、3月1日に世田谷区深沢にあった深沢カフェ店がそれぞれ閉店した。2015年9月18日に銀座5丁目「EXITMELSA」の7階レストラン街で新規開店した。ビーフストロガノフなどを通信販売している。 
2017年6月から店名を「ロシア料理レストラン ロゴスキー Russian Restaurant ROGOVSKI」とし、「渋谷」の文字を外した。渋谷を冠さない「ロゴスキー」は創業当時の原点の名前である。

## 住所
- 世田谷セントラルキッチン - 東京都世田谷区弦巻5丁目14-25[注釈 1]
- 銀座本店（2015年9月18日開店） - 東京都中央区銀座5丁目7-10 EXITMELSA（イグジットメルサ、旧・ニューメルサ） 7階
- 東急プラザ渋谷店（2015年3月22日閉店） - 東京都渋谷区道玄坂1丁目2-2 渋谷東急プラザ 9階
- ロゴスキー深沢カフェ店（2015年3月1日閉店）- 東京都世田谷区深沢5丁目5-17
- 本館（2004年閉店） - 東京都渋谷区桜丘町16-13 大和田ビル 2階
- 横浜店（2002年閉店） - 神奈川県横浜市西区南幸1-5ジョイナス ザ・ダイヤモンド地下 2階
- 支店（1965年閉店） - 東京都新宿区歌舞伎町